# Молчанов, Эдуард Дмитриевич
Эдуард Дмитриевич Молчанов — политик, журналист, правозащитник, бывший главный редактор оппозиционной газеты Демократического Союза «Свободное слово» (1988—1991).

## Биография
Родился в Москве в 1938 году. В конце 1950-х годов прошёл трёхлетнюю срочную воинскую службу в рядах Советской Армии на Апшероне в Баку. В 1961—1970 годах (с перерывами) студент филологического факультета МГУ.
Участвовал в диссидентской деятельности с 1965 года. Участвовал в первом диссидентском «митинге гласности» на Пушкинской площади 5 декабря 1965 года в связи с уголовным делом против писателей Андрея Синявского и Юлия Даниэля. Был исключен из комсомола в период обучения в университете, активное участие в собраниях по исключению Молчанова и других студентов-участников демонстрации принял комсомольский активист Руслан Хасбулатов. Согласно данным протокола комсомольского собрания 15 декабря 1965 года, Молчанов заявил: «Я хочу, чтобы вы меня поняли. Я знал Синявского, ничего криминального у него не находил. Узнал об этой демонстрации случайно, до этого я болел и неделю не был на факультете. Попал туда случайно. Сейчас я знаю, что это антисоветская демонстрация. А тогда я не знал, что это за демонстрация». Он отказался назвать знакомых ему участников демонстрации: «Других не буду называть, потому что они нормальные советские ребята, а вы их будете вызывать, как меня». Собрание постановило: «За политическую незрелость, проявленную в участии в антисоветской демонстрации на пл. Пушкина 5 декабря 1965 г., исключить Молчанова из рядов ВЛКСМ».
После окончания института работал в московских музеях, за диссидентскую деятельность подвергался преследованиям. Был вынужден работать не по специальности, в частности, в 70-е годы работал пожарным во МХАТе, затем заправщиком кислородных баллонов
в медицинском институте (ныне университет имени Сеченова).
В мае 1988 года стал одним из основателей партии Демократический Союз (ДС), участвовал во всех её съездах, с первого по пятый (до января 1991 года включительно), принадлежал к либеральному крылу ДС. В конце 1988 года стал главным редактором партийной газеты ДС «Свободное слово», созданной в октябре 1988 года её первым редактором Александром Чуевым. Возглавлял газету в наиболее бурные годы «перестройки», когда тираж «Свободного слова» достигал 55 тысяч экземпляров в неделю. В этот период Эдуард Молчанов неоднократно участвовал в несанкционированных митингах и демонстрациях ДС, подвергался 15-суточным арестам, в спецприёмнике «Березки» (посёлок Северный под Москвой) принимал участие в голодовках, в том числе сухих.
В начале 1991 года заявил о серьёзных политических разногласиях с революционно-либеральной фракцией Валерии Новодворской. По данным «Нового хронографа», Молчанов «поставил на одну доску Новодворскую и Саддама Хусейна, сказал, что их время прошло». В апреле 1991 года вместе с коллективом редакции газеты и частью активистов ДС Молчанов заявил о создании новой партии — Демократический Союз «Гражданский путь» (ДС-ГП). № 16 (94) газеты «Свободное слово» за 7 мая 1991 года появился в двух версиях. В течение 1991 года параллельно выходили и соседствовали на лотках распространителей две газеты с одинаковым названием и логотипом — «Свободное слово» ДС-ГП под редакцией Молчанова и «Свободное слово» ДС под редакцией Ирины Алёшиной. Газета ДС-ГП под редакцией Э. Молчанова выходила до конца 1991 года, причём последний (120-й) номер вышел 7 декабря 1991 года с подзаголовком «независимая газета». ДС-ГП прекратил существование в 1992 году.
Позднее, в 1990-е годы, Эдуард Молчанов являлся членом группы «Независимая гражданская инициатива» (НГИ, Юрий Афанасьев, Леонид Баткин, Елена Боннэр, Юрий Буртин, Владимир Библер и др.). Участвовал в издании Леонида Баткина «Гражданская мысль» (выходило до 1993 года). Был главным редактором издательства «Литература и политика». В 2012 году участвовал в протестных акциях оппозиции в Москве.